# Grealó
Grealó és una partida de l'Horta de Lleida, de Lleida.
Limita:
- Al nord amb el terme municipal de Torre-Serona.
- A l'est amb la partida de Llívia.
- Al sud amb el barri de Llívia.
- Al sud-oest amb la partida de Serrallonga.
- A l'oest amb la partida de Marimunt.